# Skenea willei
Skenea willei är en snäckart som först beskrevs av Friele 1886.  Skenea willei ingår i släktet Skenea och familjen Skeneidae. Inga underarter finns listade i Catalogue of Life.